# 安倍神社
安倍神社（あべじんじゃ）は、岡山県浅口市鴨方町にある神社である。安倍晴明を祀る。

## 概要
阿部神社（あべじんじゃ）、清明神社（せいめいじんじゃ）、清明大権現（せいめいだいごんげん）とも呼ばれる。
安倍晴明がかつて居住したとされる阿部山の山頂付近に鎮座している。安倍晴明の屋敷跡があったとされる地に鎮座し、境内には社殿、安倍晴明屋敷跡、晴明大権現の祠などがある。
1942年（昭和17年）に阿部山を開墾するために入植した人々によって建立された。